# Dario Campos
Dario Campos OFM (* 9. Juni 1948 in Castelo) ist ein brasilianischer Ordensgeistlicher und emeritierter römisch-katholischer Erzbischof von Vitória.

## Leben
Dario Campos trat der Ordensgemeinschaft der Franziskaner bei, legte die ewige Profess am 10. Februar 1975 ab und empfing am 8. Dezember 1977 die Priesterweihe.
Papst Johannes Paul II. ernannte ihn am 5. Juli 2000 zum Koadjutorbischof von Araçuaí. Die Bischofsweihe spendete ihm der Erzbischof von Belo Horizonte, Serafím Kardinal Fernandes de Araújo, am 26. September desselben Jahres; Mitkonsekratoren waren José Belisário da Silva OFM, Bischof von Bacabal, und Crescênzio Rinaldini, Bischof von Araçuaí. Als Wahlspruch wählte er NAS TUAS MÃOS.
Mit der Emeritierung Crescênzio Rinaldinis folgte er ihm am 8. August 2001 als Bischof von Araçuaí nach. Am 23. Juni 2004 wurde er zum Bischof von Leopoldina ernannt.
Papst Benedikt XVI. ernannte ihn am 27. April 2011 zum Bischof von Cachoeiro de Itapemirim. Am 7. November 2018 ernannte ihn Papst Franziskus zum Erzbischof von Vitória. Die Amtseinführung erfolgte am 5. Januar 2019.
Am 30. Dezember 2024 nahm Papst Franziskus das altersbedingte Rücktrittsgesuch von Dario Campos an.